# Wachmecke
Wachmecke ist als ein Teil der ehemals selbstständigen Gemeinde Frönsberg in Nordrhein-Westfalen seit dem 1. Januar 1975 ein Ortsteil der Stadt Hemer.
Wachmecke liegt an der westlichen Grenze der ehemaligen Gemeinde Frönsberg, östlich von Bredenbruch und Johannistal. Weitere Nachbarortschaften sind Frönsberg, Beckmerhagen und Rottmecke. Unweit von Wachmecke liegt die Hans-Prinzhorn-Klinik für Psychiatrie, Psychotherapie und Psychosomatik mit über 400 Betten.

## Minox-Museum
In Wachmecke befasste sich ein privates Museum mit der Kleinstbildkamera des Herstellers Minox und dem Erfinder und Konstrukteur Walter Zapp. Auf rund 80 m² Fläche waren neben 142 verschiedenen Kameramodellen zahlreiche weitere Exponate wie Werbematerial und Zubehör ausgestellt. Das Museum ist dauerhaft geschlossen.